# Fritz Sjöström
Fritz Lennart Sjöström, född 23 mars 1923 i Jukkasjärvi, död 12 februari 1996 i Stockholm, var en svensk  viskompositör, vissångare och målare, skulptör och tecknare. Han är känd för sina visor och var lärare på Konstfack 1952–1987.

## Biografi
Fritz Sjöströms far byggde fioler och var också spelman. Sjöström fick tidigt lära sig ackompanjera på orgelharmonium. Han utbildade sig på Valands målarskola 1941 och skrev visor på lediga stunder. Åren 1945–1950 studerade han vid Kungliga konsthögskolan i Stockholm. Under studietiden fortsatte han att skriva visor, som han framförde i en trängre bekantskapskrets.
År 1951 for han till Paris för vidare studier. Samtidigt började Christian Bratt sjunga hans visor i radio, och en 78-varvare kom ut med visorna Parispromenad och Grönöga. 1955 kom vissamlingen Visor till Katarina samt en EP med samma namn med sång av Sjöström själv. 1962 kom Spegelvisor och 1964 en ny utgåva av Visor till Katarina. Visor i närheten kom ut 1965 samtidigt med en LP med Fred Åkerström och Bengt Hallberg. Vattenvisor med motiv från Fårö finns dels som tryckt vissamling och dels på en LP med sång av honom själv. År 1973 framfördes på Dramatens Målarsalen en "visopera" av Sjöström, kallad Spel i pupill som baserades på både äldre och nyskrivna visor.
Sjöström har formgivit inredningen av Västerortskyrkan i Vällingby, invigd 1956. Han blev ledamot av Samfundet Visans vänner 1954, fick SKAP-stipendiet  1966 och Hambestipendiet 1985.
Sjöström finns representerad vid Norrköpings konstmuseum.

## Musiktryck
- Visor till Katarina. Stockholm: Reuter & Reuter, 1955. 2:a uppl. 1964 (Grammofonskiva/EP Telefunken/Swedish Society UX 4986, 1955)
- Spegelvisor. Stockholm: Edition Odeon, 1962
- Visor i närheten. Stockholm: Reuter & Reuter, 1965
- Vattenvisor. Stockholm: Reuter & Reuter, 1970
- Några nya visor till Katarina. Stockholm: Reuter & Reuter, 1972
- Narrvisor i norrsken. Stockholm: Reuter & Reuter, 1977

## Filmmusik
- 1959 – Sköna Susanna och gubbarna